# Atractor
En los sistemas dinámicos, un atractor es un conjunto de valores numéricos hacia los cuales un sistema tiende a evolucionar, dada una gran variedad de condiciones iniciales en el sistema. Para que un conjunto sea un atractor, las trayectorias que le sean suficientemente próximas han de permanecer próximas incluso si son ligeramente perturbadas. Geométricamente, un atractor puede ser un punto, una curva, una variedad o incluso un conjunto complicado de estructura fractal conocido como atractor extraño. La descripción de atractores de sistemas dinámicos caóticos ha sido uno de los grandes logros de la teoría del caos.
La trayectoria del sistema dinámico en el atractor no tiene que satisfacer ninguna propiedad especial excepto la de permanecer en el atractor; puede ser periódica, caótica o de cualquier otro tipo.

## Definición
Los sistemas dinámicos suelen ser definidos en términos de ecuaciones diferenciales. Estas ecuaciones describen el comportamiento del sistema para un período breve. Para determinar el comportamiento del sistema para períodos más largos es necesario integrar las ecuaciones, ya sea analíticamente o por métodos numéricos (iteración), para lo que se ha hecho imprescindible la ayuda de los ordenadores.
Los sistemas dinámicos procedentes de aplicaciones físicas tienden a ser disipativos: si no fuera por alguna fuerza externa el movimiento cesaría. La disipación puede proceder de fricción interna, pérdidas termodinámicas o pérdida de material, entre otras causas. La disipación y la fuerza externa tienden a combinarse para eliminar el transitorio inicial y hacer entrar al sistema en su comportamiento típico. La parte del espacio de fases del sistema dinámico que corresponde al comportamiento típico es el atractor. 
Los conjuntos invariantes y los conjuntos límite son conceptos muy relacionados con el de atractor:
- Un conjunto invariante es un conjunto que evoluciona hacia sí mismo cuando está sujeto a la legalidad del sistema dinámico. Los atractores pueden contener conjuntos invariantes.
- Un conjunto límite es el estado al que llega el sistema después de un tiempo infinito. Los atractores son conjuntos límite, pero no todos los conjuntos límite son atractores: es posible que un sistema converja hacia un conjunto límite, pero que, una vez instalado en él, sufra pequeñas perturbaciones que lo alejen definitivamente del conjunto.

Por ejemplo, el péndulo real tiene dos puntos invariantes:el punto x0 de mínima altura y el punto x1 de máxima altura. El punto x0 es también un conjunto límite, pues las trayectorias convergen en él; el punto x1 no es un ciclo límite. Debido a la disipación, el punto x0 es también un atractor. Si no hubiera disipación, x0 no sería un atractor.

### Definición matemática
En un sistema dinámico con dinámica f(t, •), el atractor Λ es un subconjunto del espacio de fases tal que:
- existe un entorno de Λ, llamado cuenca de atracción, al que converge cualquier sistema abierto que contenga Λ, y
- f(t, Λ) ⊃ Λ para t suficientemente grande.

Comúnmente se considera el atractor como un conjunto cerrado formado por los puntos de acumulación o convergencia de las órbitas, así el atractor propiamente dicho puede definirse como:

{\displaystyle \Lambda =\bigcap _{t>t_{0}}^{\infty }f(t,\Lambda _{t_{0}})=\bigcap _{t>t_{0}}^{\infty }\Lambda _{t}}

Siendo {\displaystyle \Lambda _{t_{0}}\;} cualquier conjunto invariante tal que:

{\displaystyle \Lambda _{t_{0}}\supseteq f(t,\Lambda _{t_{0}})}

## Tipos de atractores
Los atractores son partes del espacio de fases del sistema dinámico. Hasta los años 60, se creyó que los atractores eran conjuntos geométricos del espacio de fases (puntos, líneas, superficies o volúmenes) y que los conjuntos topológicamente extraños eran frágiles anomalías. Stephen Smale demostró que su mapa de herradura de caballo (herradura de Smale) era estructuralmente robusta y que su atractor tenía la estructura de un conjunto de Cantor.
El punto fijo y el ciclo límite son atractores simples o clásicos. Cuando los conjuntos son complicados de describir, nos encontramos ante un atractor extraño.

### Atractores clásicos
En los atractores clásicos, todas las trayectorias convergen en un único punto, es decir, todas las trayectorias terminan en un estado estacionario. 

#### Punto fijo
Un punto fijo o punto de equilibrio es el punto correspondiente al estado del sistema que permanece constante el tiempo. 
Ejemplos: el estado final de una piedra que cae, un péndulo o un vaso con agua.

#### Ciclo límite
Un ciclo límite es una órbita periódica del sistema que está aislada.
Ejemplos: el circuito de sintonía de una radio. 

#### Toro límite
Una trayectoria periódica de un sistema puede ser gobernada por más de una frecuencia. Si dos de estas frecuencias forman una fracción irracional (es decir, si son inconmensurables), la trayectoria no se cerrará y el ciclo límite se convertirá en un toro.

### Atractor extraño
A diferencia de los atractores clásicos, los atractores extraños tienen estructura a todas las escalas. Un atractor es extraño si tiene dimensión de Hausdorff no entera (o "fractal") o si la dinámica en el atractor es caótica.

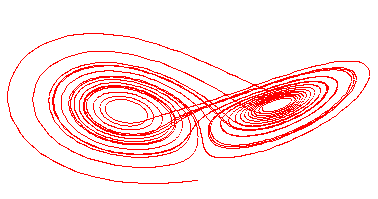
Atractor de Lorenz

Ejemplos: mapa de Hénon, atractor de Rössler, atractor de Lorenz

## Para saber más
- Edward N. Lorenz (1996) The Essence of Chaos ISBN 0-295-97514-8
- James Gleick (1988) Chaos: Making a New Science ISBN 0-295-97514-8